# Ampelocissus capillaris
Ampelocissus capillaris là một loài thực vật hai lá mầm trong họ Nho. Loài này được (Ridl.) Merr. miêu tả khoa học đầu tiên năm 1921.